# Albert Kummer
Albertus Kummer (Amsterdam, 21 september 1893 – Laren (Gelderland), 17 juli 1969) was een Nederlands chirurg, en hoogleraar chirurgie aan de toenmalige Gemeente-universiteit van Amsterdam. 

## Loopbaan
In 1923 promoveerde Kummer op een proefschrift over enkele gevallen van arrinencefalie, een zeldzame, aangeboren afwijking. Hij werkte tussen 1923 en 1925 op Curaçao en ondernam daarna een studiereis door de Verenigde Staten. In 1931 werd hij benoemd tot chirurg in het gemeenteziekenhuis in Zaandam. Hij was een van de eersten in Nederland die hartoperaties deed. Verder had hij belangstelling voor de maagchirurgie en acute buik. Hij vertaalde hierover een Frans leerboek van Mondor. Ook schreef hij een boekje, Chirurgie voor de huisarts, dat door generaties huisartsen is gelezen. Hij werd in 1949 tot hoogleraar benoemd aan het Binnengasthuis en vervulde die functie 14 jaar. In die tijd verschenen er onder zijn leiding een 25-tal proefschriften. Ook was hij voorzitter van de Nederlandse Vereniging voor Heelkunde, en van de Amsterdamse afdeling van de KNMG. Verder zat hij in de redactie van Medisch Contact en was hij lid van het medisch tuchtcollege. Hij overleed tijdens een vakantie in de Achterhoek

## Publicaties
- Kummer A. Chirurgie voor de huisarts. Scheltema&Holkema, A'dam, 1952.
- Het stompe letsel van de galblaas Kummer, A. Ned Tijdschr Geneeskd. 1969; 113; 299-301
- Torsio testis Kummer, A. Ned Tijdschr Geneeskd. 1968; 112; 1288-91
- Rectum- en anusprolaps Kummer, A. Ned Tijdschr Geneeskd. 1967; 111; 316-9
- Incontinentia alvi Kummer, A. Ned Tijdschr Geneeskd. 1963; 107; 2137-40
- Anus- en rectumprolaps Kummer, A. Ned Tijdschr Geneeskd. 1963; 107; 57-9
- Het glomus caroticum; enkele chirurgische aspecten Kummer, A. Ned Tijdschr Geneeskd. 1962; 106; 461-4
- Perifere necrose van de arm Kummer, A. Ned Tijdschr Geneeskd. 1961; 105; 265-70
- Zogenaamd hopeloze gevallen Kummer, A. Ned Tijdschr Geneeskd. 1959; 103; 2293-6
- Oorzaken van klachten na galblaasoperaties Kummer, A. Ned Tijdschr Geneeskd. 1959; 103; 601-3
- De betekenis van kleine verschillen in de symptomatologie Kummer, A. Ned Tijdschr Geneeskd. 1958; 102; 1229-31
- Ruptuur van een pancreas-kyste ten gevolge van een trauma Kummer, A. Ned Tijdschr Geneeskd. 1956; 100; 3058-62
- De ziekte van Hirschsprung Kummer, A. Ned Tijdschr Geneeskd. 1956; 100; 4-6
- De diagnose 'appendicitis acuta' als probleem Kummer, A. Ned Tijdschr Geneeskd. 1954; 98; 3775-7
- Het vervoer van verkeersslachtoffers Kummer, A. Ned Tijdschr Geneeskd. 1954; 98; 1305-11
- Multipele stenosen, veroorzaakt door tuberculose van de dunne darm Kummer, A. Ned Tijdschr Geneeskd. 1954; 98; 202-5
- Haematurie Kummer, A. Ned Tijdschr Geneeskd. 1953; 97; 3-6
- De behandeling van de maagperforatie Kummer, A. Ned Tijdschr Geneeskd. 1951; 95; 3917-
- Het divertikel van de maag Mulder, W.J. en Kummer, A. Ned Tijdschr Geneeskd. 1948; 92; 265-70
- Operatieve behandeling van arthrosis deformans van het kniegewricht Kummer, A. Ned Tijdschr Geneeskd. 1947; 91; 2424-8
- Spontane necrose, respectievelijke spontaan gangraen bij den pasgeborene Janssen, T.A.E., Kummer, A. en Horst, J.J. van der Ned Tijdschr Geneeskd. 1945; 89; 385-7
- Over cardio-omentopexie Kummer, A. Ned Tijdschr Geneeskd. 1942; 86; 543-7